# Dapedium
Genre
Dapedium est un genre éteint de poissons aux écailles émaillées qui a connu son plus grand développement au cours du Trias supérieur et du Jurassique (il y a environ 200 millions d'années).
Le premier exemplaire a été découvert dans le Lias inférieur de Lyme Regis, sur la côte jurassique de l'Angleterre (Leach, 1822).

## Description
Le corps était fusiforme à ovale ou presque circulaire. La peau était recouverte d'écailles ganoïdes (semblables à l'émail), épaisses et rhomboïdales. Selon les espèces, l'animal atteignait une longueur de 9 à 40 centimètres. Actuellement la plus petite espèce découverte est Dapedium noricum.
Le crâne était cuirassé avec des plaques cutanées minces, qu'on trouvait surtout dans la région des orbites. Ces os portaient des tubercules irréguliers. Les petites nageoires pectorales et pelviennes (ventrales) et le prolongement des nageoires dorsales et pelviennes formaient avec la queue une unité fonctionnelle. Dapedium était une espèce de poisson néoptérygien (nouvelles nageoires) primitif. Les néoptérygiens sont plus évolués que les actinoptérygiens. Les nageoires pelviennes se trouvaient au point le plus bas du périmètre. Les nageoires dorsales et pelviennes se trouvaient en bas, vers la queue. Cette queue était courte et puissante, et permettait de changer brusquement de direction alors que le poisson nageait.

## Biosphère
Dapedium vivait surtout dans les mers jurassiques d'Europe, sur la plate-forme continentale périphérique de l'Océan Téthys. D'importantes découvertes ont été faites à Holzmaden (Allemagne), et en Angleterre à Temple Grafton, dans le Warwickshire, et à Lyme Regis, Dorset.

## Comportement
La denture, forte et acérée, suggère que Dapedium se nourrissait d'invertébrés à coquille dure, comme les moules et les oursins de mer. Le terme pour ce type d'alimentation est « durophagie ». La mâchoire supérieure de Dapedium était mobile et pouvait sortir de la bouche, permettant une ouverture plus large pour une proie de plus grande taille.

## Galerie

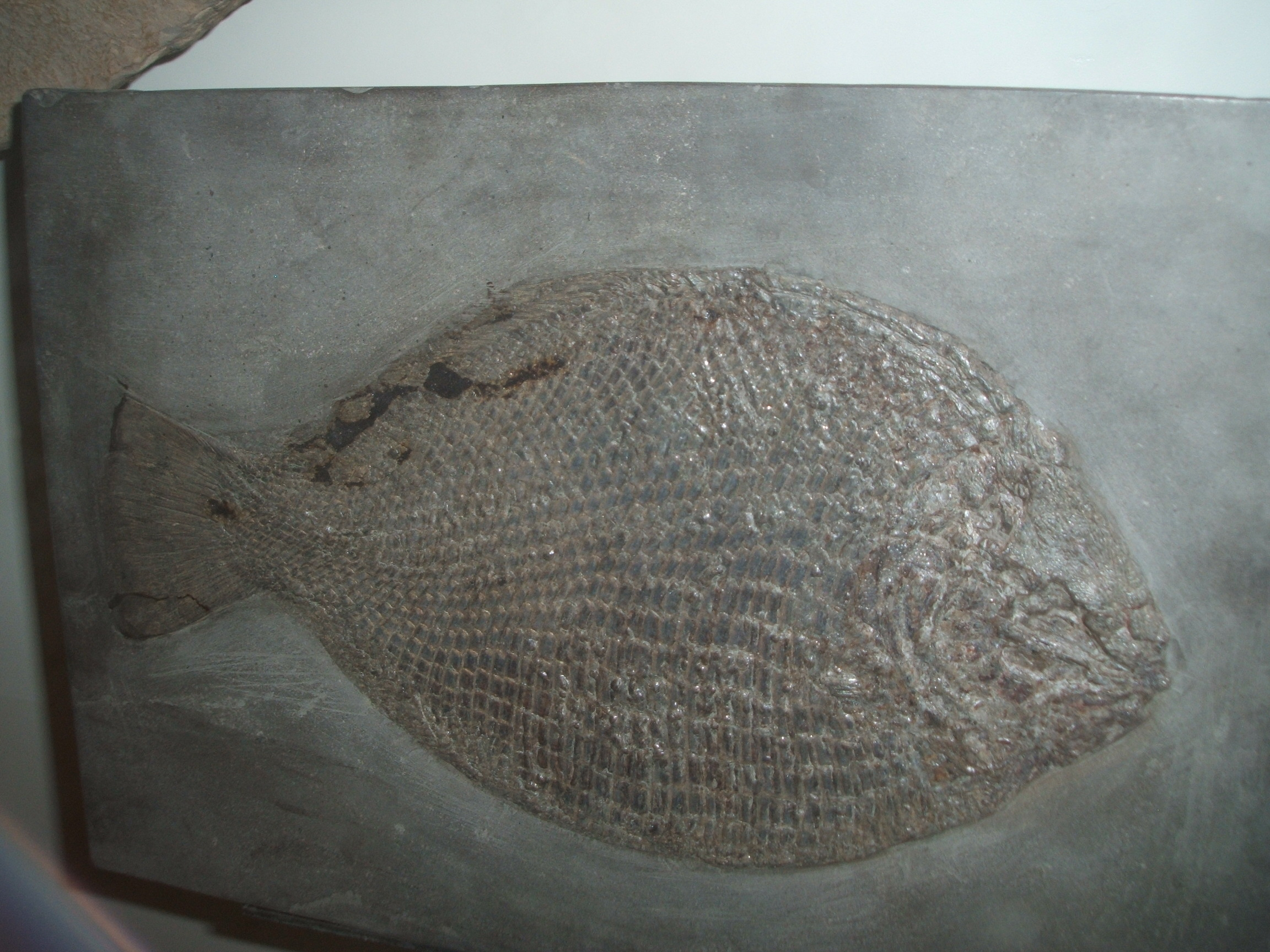
Dapedium pholidotum